# Boissey-le-Châtel
Boissey-le-Châtel é uma comuna francesa na região administrativa da Normandia, no departamento de Eure. Estende-se por uma área de 4,38 km². Em 2010 a comuna tinha 872 habitantes (densidade: 199,1 hab./km²).